# Нортупіт
Нортупіт це незвичайний мінерал евапорит з хімічною формулою Na3Mg(CO3)2Cl. Він зустрічається у вигляді безбарвних або темно-сірих або коричневих октаедричних кристалів і у вигляді кулястих мас. У синтетичному матеріалі він утворює мінералогічний ряд з тихітом (Na6Mg2(CO3)4SO4).
Він був відкритий у 1895 році в Озері Серлз, Окрузі Сан-Бернардіно, Каліфорнія К. Х. Нортапом (нар. 1861) з Сан-Хосе, Каліфорнія, на честь якого названо Нортупіт.
Зустрічається з тихітом, пірсонітом на озері Серлз і з шортитом, троною, пірсонітом, гейлюситом, лабунцовітом, серлезитом, норсетітом, лофлінітом, піритом і кварцом у формації Грін-Рівер у штаті Вайомінг.